# Moneta

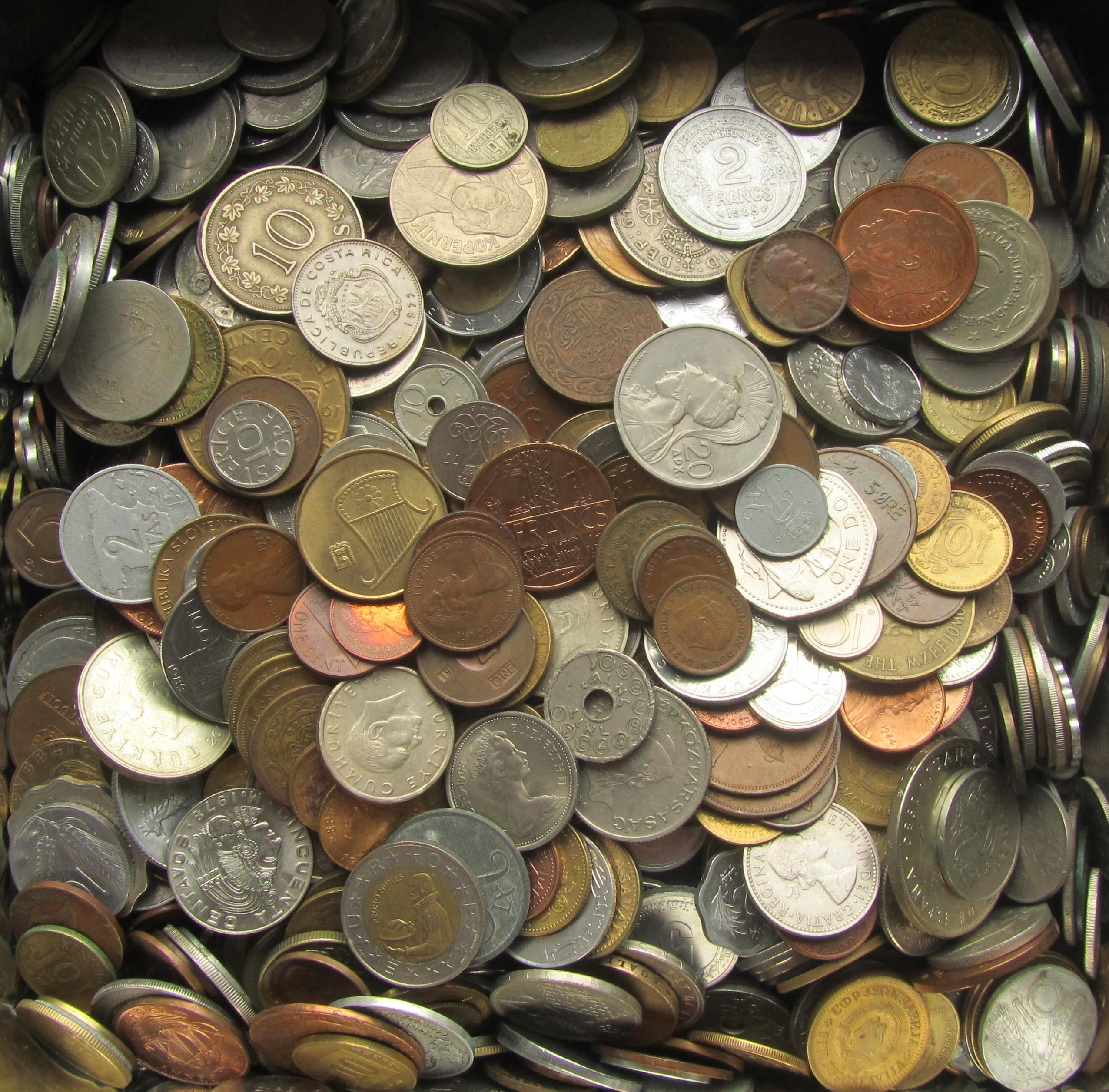
Varie monete

Per moneta in senso generale si intende tutto quello che viene utilizzato come mezzo di pagamento e intermediario degli scambi e che svolge le funzioni di:
- misura del valore (moneta come unità di conto);
- intermediaria tra gli scambi nella compravendita di beni e servizi e in genere nelle transazioni commerciali (moneta come strumento di pagamento);
- fondo di valore (moneta come riserva di valore);

La funzione "centrale" della moneta è quella di strumento di pagamento, visto che le altre funzioni sono o conseguenza di essa o condizione favorevole per il suo svolgimento. La distinzione tra unità di conto e mezzo di pagamento era più evidente nelle economie antiche, quando esistevano monete "virtuali", oggi si direbbe scritturali (come il talento, la lira medioevale ecc.) che non esistevano fisicamente e non venivano coniate, ma servivano solo per contare e stipulare i contratti (unità di conto); le monete reali (mezzi di pagamento) si usavano per saldare l'obbligazione.
Scrive il premio Nobel Samuelson: 
(Samuelson, Economia, Zanichelli, 1983, p. 255)
Antropologicamente il sociologo Karl Polanyi ritiene la moneta un sistema semantico «simile, in senso generale, al linguaggio, alla scrittura, o ai pesi e alle misure».
In numismatica moneta viene intesa nell'accezione di oggetto materiale specifico, in genere dischetti di metallo che rappresentano i soldi, che può essere moneta corrente o fuori corso.
Mentre nel mondo antico la moneta è moneta metallica,, consistente solitamente in dischi di varie dimensioni e composizione, usati come strumenti di pagamento o tesaurizzati, nelle economie moderne alla moneta metallica si è affiancata o sostituita la moneta cartacea, più facile ed economica da produrre e utilizzare, nonché diversi altri tipi di "monete" immateriali, a cominciare dal deposito bancario (in quest'ultimo caso si parla di "moneta" intesa in senso lato, come strumento di pagamento complementare rispetto alla moneta in senso stretto). Il concetto di moneta è ampiamente studiato nell'ambito dell'economia monetaria, mentre in ambito applicativo si parla comunemente di politica monetaria dove il diritto di emissione di moneta appartiene solitamente ad uno Stato e va sotto il nome di sovranità monetaria.

## Descrizione

### Le origini del nome "moneta"
Nella nostra esperienza quotidiana la moneta è essenzialmente uno strumento di pagamento, un mezzo di scambio con cui paghiamo e siamo pagati.
In realtà la moneta ha avuto ed ha anche altre funzioni, ma nessuna di queste può essere rintracciata dall'etimo del suo nome che risulta particolarmente affascinante e che si deve alla famosa storia delle oche del Campidoglio.
Nel 390 a.C. Roma si trovava sotto l'assedio dei Galli di Brenno; sulla cittadella del Campidoglio vi era il tempio di Giunone dove venivano allevate delle oche sacre alla dea.
Una notte, al sopraggiungere dei Galli, le oche presero a starnazzare e svegliarono l'ex-console Marco Manlio che diede l'allarme. L'attacco fu quindi sventato grazie alle oche sacre. Manlio aggiunse al suo nome il cognomen Capitolinus.
Da quel momento la dea Giunone acquisì l'appellativo di Moneta, dal verbo latino monere che sta per avvertire, ammonire, in quanto si credeva che avesse lei destato le oche per avvertire dell'arrivo dei Galli.
Successivamente, verso il 269 a.C., in prossimità del tempio di Giunone Moneta sul Campidoglio venne edificata la zecca che venne messa proprio sotto la protezione della Dea Moneta. A quel punto fu il linguaggio popolare a trasmettere l'appellativo della Dea dapprima alla zecca e poi a ciò che lì si produceva.
Il nomisma dei greci ed il nummus dei latini divenne quindi moneta.
La zecca si trovava dove sorge la Basilica di Santa Maria in Aracoeli.

### Denaro e moneta
È necessario fare un'importante distinzione tra il concetto di denaro e quello di moneta.
Il denaro è il circolante accettato dal mercato, ossia da tutti, in un distinto periodo storico. I gettoni telefonici, i miniassegni degli anni settanta, le caramelle date di resto al bar, le hours di Ithaca (New York) sono un esempio di denaro. In antichità, prima della nascita della moneta in senso stretto, il denaro era costituito da oggetti di vario genere e non solo: semi di cacao, conchiglie, barrette di ferro, spiedi, sale (da cui salario), bestiame (da cui pecunia), panetti di tè e così via. Questa valuta primitiva, sottolineano gli antropologi, era in realtà una “moneta sociale”, cioè non veniva usata per comprare e vendere merci, bensì per creare, conservare e riorganizzare relazioni tra persone, ad esempio per contrarre matrimoni o per ottenere il perdono nel caso di un crimine.
La moneta (in senso stretto) è il circolante emesso dallo Stato in un distinto periodo storico. Fa parte della categoria del denaro fino a quando viene accettata dal mercato: le monete fuori corso e le monete svalutate non sono più denaro in quanto nessuno le accetta.

## Storia

### Sistemi di scambio premonetali
La moneta vera e propria è un'invenzione relativamente recente, ponendosi attorno alla metà del VII secolo a.C.
Prima della comparsa della moneta la gestione degli scambi veniva effettuata tramite la reciprocità ossia il baratto, successivamente con moneta naturale o moneta-merce ed infine con metallo-utensile.
Si ritiene che sia stata la necessità di gestire commerci sempre più intensi a determinare la diffusione finale della moneta, ma non tutti però condividono questa visione "rettilinea" della nascita della moneta in seguito alle esigenze dell'economia di scambio/mercato.

### Il baratto
In assenza di moneta, lo scambio di beni e servizi può valersi col ricorso al baratto. Lo scambio di beni o servizi contro altri beni o servizi tipicamente risulta funzionale in economie caratterizzate da ridotta frequenza delle transazioni.
Qualora il venditore non desiderasse ricevere, in cambio del bene ceduto, il bene che gli viene proposto, può rifiutare lo scambio oppure accettare il bene proposto per poi rivenderlo ad altri in cambio di un bene gradito oppure di un bene che a sua volta consenta di ottenere quanto desiderato.
Così il venditore può ottenere il bene desiderato solo dopo una serie di scambi (baratto multiplo), che non facilitano la compravendita di beni e servizi: l'assenza di un mezzo di pagamento di diffusa accettazione frena certamente gli scambi (scarsa efficienza allocativa), impedendo così anche l'evoluzione della specializzazione produttiva e il conseguente aumento di produttività (scarsa efficienza nella produzione).
In assenza di moneta è quasi impossibile accumulare il risparmio e tantomeno nutrire il concetto di interesse. Chi produce un bene deve consumarlo o venderlo prima che deperisca (si pensi ai generi alimentari) e solo una piccola parte dei beni può essere conservata e consumata in futuro.
Inoltre il baratto diventa difficile da realizzare per beni indivisibili. Un esempio può essere offerto dai capi di bestiame vivo o schiavi.

### La moneta merce
Con la nascita di economie agricole, la maggiore sedentarietà ed organizzazione del lavoro resero sempre più evidente la necessità di un sistema di commercio più articolato del baratto. All'aumentare della frequenza degli scambi, diventa perciò necessario che subentri in gioco uno strumento accettato in pagamento da tutti gli operatori economici, consistente di fatto in beni con un proprio valore intrinseco. Tale moneta merce (o merce-campione o moneta naturale) poteva essere estremamente varia ma doveva possedere per fungere da mezzo di scambio (e quindi "moneta" in senso lato) alcune specifiche caratteristiche:
- non deperibilità, caratteristica che permette di conservarne il valore nel tempo (altrimenti verrebbe meno parte dell'accettazione) e ne favorisce la tesaurizzazione in attesa di scambi futuri desiderati ma incerti;
- disponibilità, per incentivarne la diffusione negli scambi, la quale a sua volta determina una diffusa accettazione, che a sua volta ne accresce ulteriormente la diffusione, innescando un meccanismo moltiplicativo. Ovviamente si intende qualcosa di diffuso ma non di abbondante in senso lato;
- verificabilità, caratteristica che riduce le incertezze legate al pagamento e aumenta quindi l'accettazione di tali beni come mezzo liberatorio di pagamento;
- divisibilità, la moneta-merce deve essere in qualche misura frazionabile.

Tali caratteristiche sono comuni a vari beni che sono stati usati come mezzi di pagamento anche fino alla metà del Novecento dai popoli senza scrittura: vari tipi di metalli (non solo oro ed argento, ma anche rame e ferro), il sale, le conchiglie nell'area del Pacifico (cauri), il tè, pezze di tessuto, pietre in diverse forme (nel mediterraneo neolitico, l'ossidiana era il più diffuso mezzo di scambio).
Anche alcune grandi civiltà o comunque civiltà dotate di scrittura hanno continuato a utilizzare beni come moneta fino a tempi recenti o quando forme di monetazione alternative esistevano. Nel mondo latino aveva grande importanza il bestiame e gli schiavi; in Giappone, dove il riso è rimasto l'unità di conto dei grandi feudi fino all'abolizione degli stessi; nel 1868, in Islanda, di ogni merce si stabiliva l'equivalente in pesce secco fino al XIX secolo; ma anche la Cina ha utilizzato dei veri e propri lingotti, i tael d'argento, fino agli anni trenta del Novecento.
La moneta dunque è una forma di pagamento astratta ed evoluta, ovvero una contropartita di un bene o servizio che sostituisce il baratto e offre al contempo un'ampia flessibilità d'acquisto di qualsiasi altro tipo di bene, anche frazionario, al prezzo del suo rispettivo valore, che è determinato dall'interazione di quattro fattori: costo di produzione, utilità, domanda e offerta.

### Uso dei metalli
Nel sistema di scambio in merce assumono importanza i metalli i quali hanno una notevolissima resistenza rispetto al trascorrere del tempo, sono frazionabili a piacere mantenendo le stesse caratteristiche fisiche ed hanno un uso industriale di rilievo. Inizialmente i metalli erano utilizzati come moneta merce nella forma di lingotti o sbarre, od anche polvere; gli Ebrei usano dal II millennio a.C. come unità di peso il kikkar (anello), e verso la seconda metà del millennio apparvero i pani di rame egeo-cretesi, all'inizio rettangolari e poi più simili a una "doppia ascia", che circolarono fino al X secolo a.C. grazie agli scambi marittimi nel Mediterraneo orientale.
Il sistema di pagamenti in metallo dà luogo a due inconvenienti. Innanzitutto chi riceve il lingotto in pagamento deve accertarsi che esso abbia il peso dichiarato. E perciò si deve sempre portare dietro una bilancia per effettuare il controllo. Inoltre c'è il rischio che il metallo non sia puro e perciò chi riceve il pagamento deve altresì portarsi dietro una pietra di paragone od altro strumento per verificare la purezza del metallo.
Nelle economie del Mediterraneo antico e dell'India i metalli preziosi si sono affermati come strumenti di pagamento, in particolare con la loro trasformazione in monete d'oro, d'argento e di rame.

### Nascita della moneta

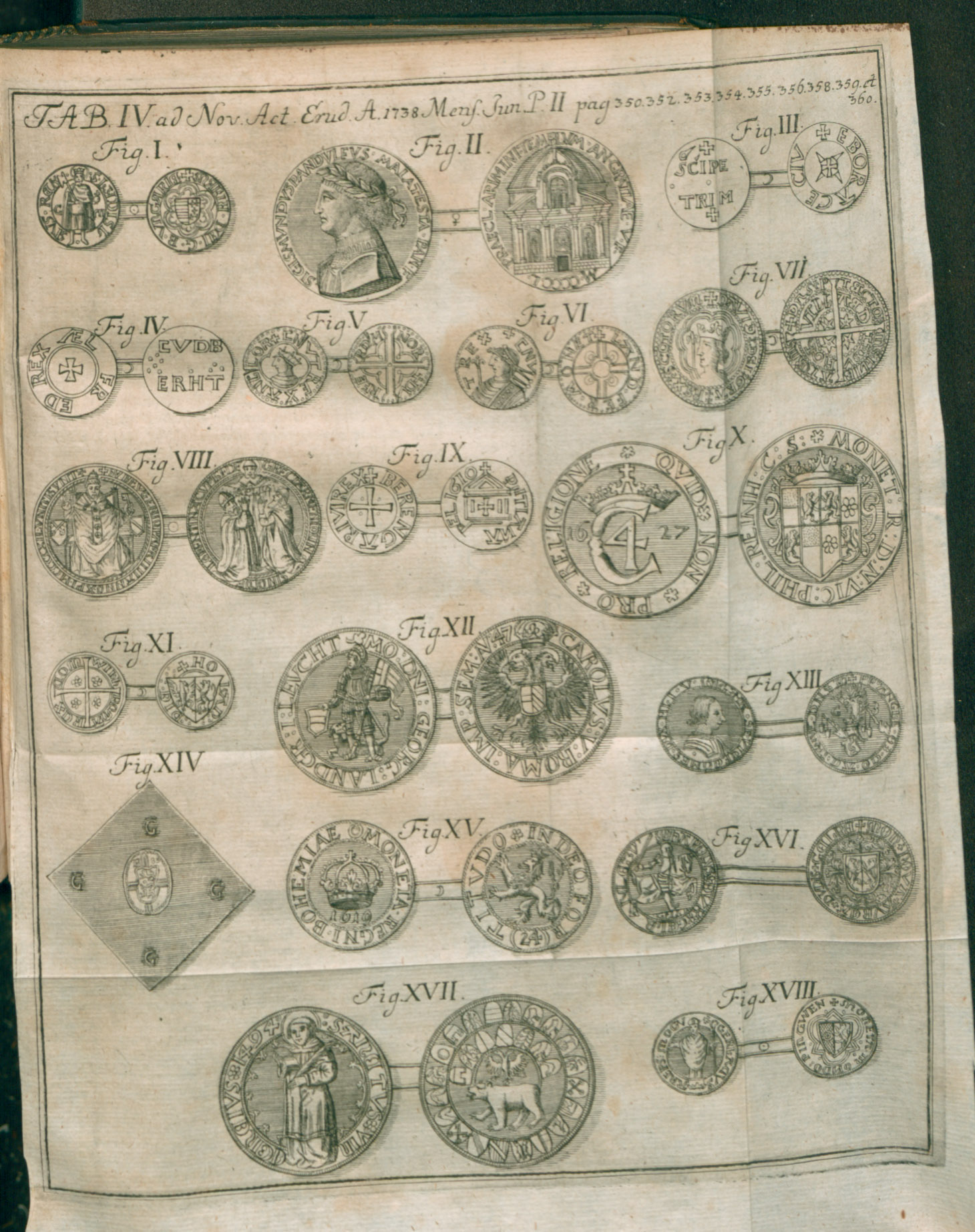
Tavola contenente antiche monete tratta dagli Acta Eruditorum del 1738

Le origini della moneta risalgono principalmente alla formazione degli Stati, quando la legislazione imponeva imposte, come tasse e tributi.
La tradizione vuole che la moneta sia stata coniata per la prima volta da Creso, re di Lidia, nel VI secolo a.C. Nel secolo successivo l'uso di coniare monete si è diffuso nell'Impero Persiano e nelle città greche. Quindi, attraverso i Greci, l'uso della moneta è stato introdotto nel Mediterraneo Occidentale. Infine al tempo di Alessandro Magno si è diffuso anche in India.
L’antropologo David Graeber parla di “complesso di coniazione miliare schiavista” per indicare il nesso storicamente presente tra coniazione e violenza. Le prime monete vengono coniate dagli antichi Stati per assoldare e retribuire i soldati dei propri eserciti; effetto delle guerre e delle conquiste sono i saccheggi e i furti, consistenti soprattutto in oro argento e bronzo, tesaurizzati nei templi e nelle case dei possidenti, metalli che vengono fusi per ricavarne monete (beni “anonimi” e trasportabili); altro effetto della guerra è la schiavitù e una delle principali mansioni degli schiavi era appunto l'estrazione dei metalli preziosi dalle miniere; infine alle popolazioni, soprattutto quelle vinte, vengono imposti tributi in moneta, che così ritorna ai governanti. I mercati monetari costituiscono un effetto indiretto di tutti questi processi.
In alcune civiltà si è usato uno solo dei due metalli preziosi poiché per la legge di Gresham «In un Paese con due monete legali in circolazione, la cattiva scaccia la buona, quando il rapporto reale tra esse viene a mutare». Ad esempio in Cina, India, Russia, Persia si usavano solo monete d'argento.
Nel Mediterraneo, unificato a partire dall'Impero romano, prevalse invece la monetazione aurea.
Il rame si usava in tutti questi territori per le monete di minor valore.
Nel Medioevo, sia nell'Europa Occidentale sia nel mondo Islamico, si affermò il bimetallismo. In tale sistema le monete di maggior valore erano quelle auree e venivano spesso tesaurizzate. Le monete d'argento, di valore intermedio, erano utilizzate per le grandi transazioni commerciali. Le monete di rame erano infine usate per il commercio al dettaglio. Era lo Stato che stabiliva il rapporto di scambio fra oro ed argento. Tale rapporto variava in conseguenza della scoperta di nuove miniere di oro o di argento, oscillando generalmente fra 1:10 ed 1:12.
La moneta, in questa lunga fase storica, non è altro che un lingotto recante il punzone del re o della repubblica.
Ciò permette di evitare il controllo del peso e del titolo della moneta ad ogni passaggio.
Infatti lo Stato, punzonando il lingotto, promette che lo accetterà come mezzo di pagamento (tipicamente delle imposte) e pertanto, anche se il peso risultasse inferiore (a causa delle "tosature"), o se il titolo risultasse inferiore al dovuto (perché la zecca stessa tende a coniare moneta "di bassa lega") chi ha in mano una moneta sa che lo Stato non gliela può rifiutare.
Se lo Stato non può rifiutare di accettare la propria moneta, lo possono invece fare i privati. Chi deve ricevere un pagamento potrà rifiutare sia le monete "tosate", ovvero a cui i precedenti possessori hanno limato via qualche grammo di metallo prezioso; oppure potrà rifiutare monete di lega "cattiva".
D'altra parte chi deve fare un pagamento sceglierà, per farlo, fra tutte le monete che ha, quelle più "tosate" o di minor saggio metallico. E tenderà a tesaurizzare le monete di peso e titolo più pregiati (è la cosiddetta "legge di Gresham").
Si comprende quanto fosse importante la zecca, in quanto dava corso legale a quei lingotti metallici che sono le monete metalliche. Aveva una funzione di garanzia per chi utilizzava le monete e li esonerava dai controlli.
Tuttavia la zecca si prestava ad operazioni poco corrette, quando le casse dello Stato erano vuote. Infatti il principale responsabile della svalutazione monetaria rimaneva comunque lo Stato, che nei momenti di difficoltà economica, per rimpinguare le proprie casse, ordinava alla zecca di mescolare il metallo prezioso con quantità sempre maggiori di metallo vile (generalmente rame) fino a quando i mercanti non se ne accorgevano e rifiutavano la nuova moneta o l'accettavano solo per il suo valore intrinseco, inferiore a quello nominale. E ciò provocava inflazione.
Nelle economie rinascimentali chi dispone di metallo prezioso (oro o argento) può portarlo alla zecca, gestita da chi esercita il potere politico, perché diventi moneta. La zecca trattiene parte delle monete coniate per coprire le spese di coniazione e come signoraggio.
Il signoraggio e le spese di coniazione impediscono che il valore nominale delle monete coincida con il valore intrinseco, che dipende dalla quantità di metallo prezioso (spesso l'oro) in esse contenuto; ciò serve anche a proteggere la moneta dal pericolo d'essere usata come metallo e non come valuta.
L'impiego di monete metalliche d'oro o d'argento consente di regolare facilmente gli scambi internazionali perché i metalli preziosi sono accettati ovunque. Chi riceve in pagamento la moneta di un paese straniero può usarla anche nel proprio, se è accettato l'uso della moneta straniera, oppure fondere il metallo prezioso e usarlo per coniare monete accettate nel proprio paese.

### La nascita delle banconote

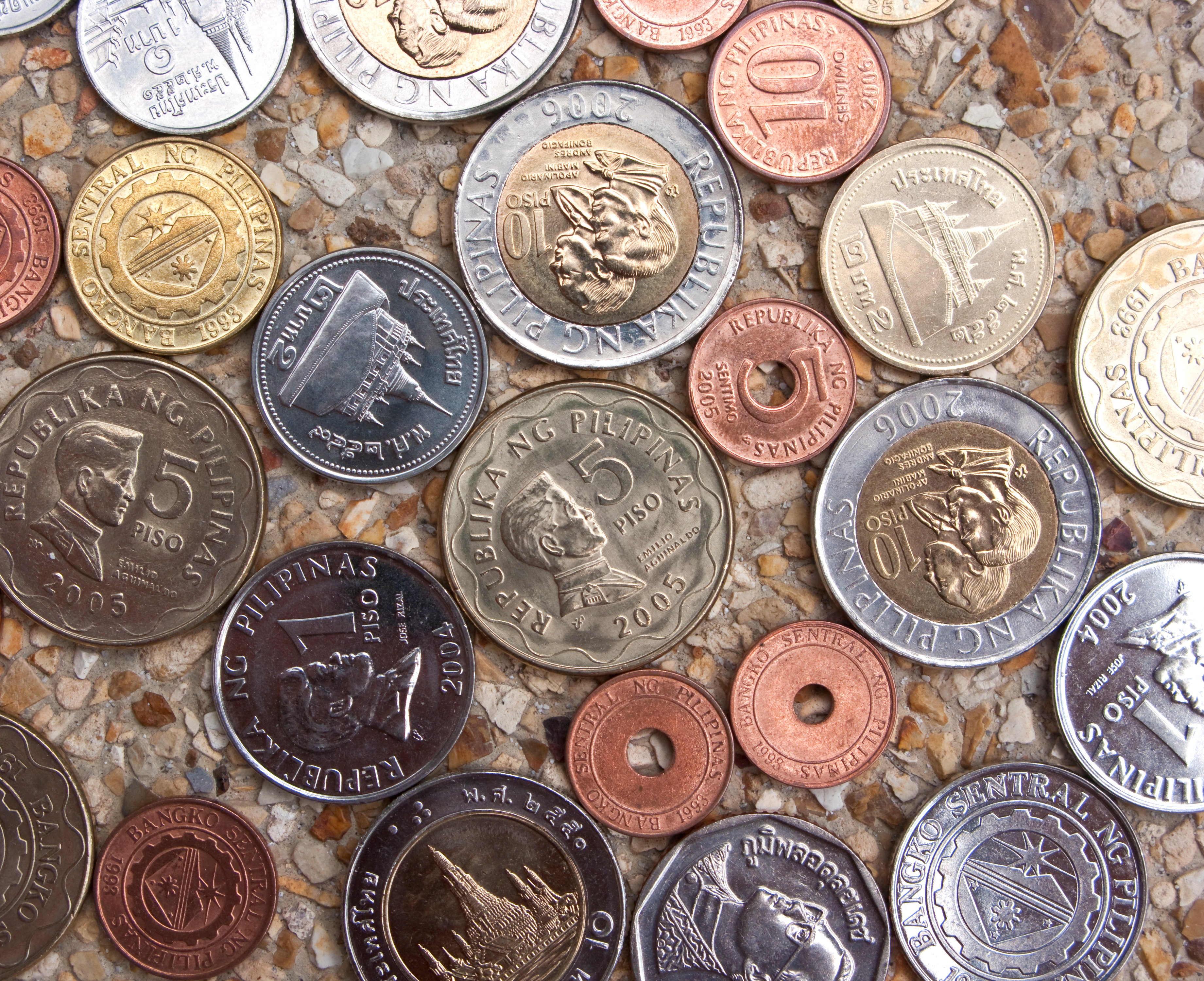
Monete

L'impiego di monete metalliche d'oro o d'argento presenta tuttavia due limiti insormontabili.
Il primo limite riguarda la possibilità di controllare l'offerta di moneta.
La moneta è infatti un mezzo di scambio che serve a regolare gli scambi. Più grande è il prodotto interno lordo di un paese, più numerosi sono gli scambi e maggiore è la quantità di moneta necessaria a regolarli. L'offerta di metalli preziosi non è una variabile che si possa controllare facilmente, dipendendo dalla produzione delle miniere e dagli afflussi e dai deflussi di metallo prezioso da e verso l'estero, per esempio attraverso il regolamento dei saldi commerciali.
L'uso di monete in metallo prezioso ha inoltre effetti potenzialmente destabilizzanti sull'economia. Se la quantità di moneta cresce troppo, per effetto di un surplus commerciale o della scoperta di nuovi giacimenti di metallo prezioso, si produce un aumento della domanda di beni e servizi rispetto all'offerta (nelle economie che usano monete di metallo la crescita è in genere assai limitata) e quindi aumentano i prezzi (inflazione). In caso contrario si assiste al calo dei prezzi (deflazione).
Il secondo limite riguarda i trasferimenti di denaro.
L'uso di monete metalliche comporta notevoli problemi di sicurezza nel trasferimento di grandi somme di denaro, sia per il rischio di furti sia per quello di perdite, ad esempio nei commerci via nave. È quindi opportuno usare strumenti di pagamento differenti, di tipo cartaceo, che trasformano la moneta metallica in banconota o in ordine di pagamento.
I primi ad emettere moneta cartacea furono i Cinesi durante il Medioevo. Tuttavia con l'avvento della dinastia Ming il Celeste Impero abbandonò la stampa di cartamoneta.
Intanto, durante il Trecento, i banchieri italiani e fiamminghi a fronte dei depositi in oro effettuati presso le banche stesse, cominciarono ad emettere titoli rappresentativi del credito in oro nei loro confronti, attribuendo al depositante/possessore del titolo il potere di scambiare queste cosiddette "lettere di cambio" presso un altro banchiere collegato col primo da legami d'affari, evitando così le spese e i rischi connessi al trasporto della moneta metallica (in genere i banchieri distribuiscono strategicamente la loro attività nei più importanti luoghi dove si concentrano gli scambi di merci), oppure il potere di utilizzare direttamente le monete cartacee come strumenti di pagamento (purché vi sia la fiducia del venditore nei confronti della solvibilità del banchiere emittente, e la verificabilità della veridicità del titolo stesso). Un'altra ragione era che le monete di rame erano divenute troppo grandi e pesanti da poter portare con sé.
Una volta all'anno i banchieri regolavano i rapporti fra di loro, trasferendo solo la quantità d'oro corrispondente al saldo fra tutte le operazioni intercorse.
Questa prima forma di stanza di compensazione era rappresentata dalle fiere di Champagne nel Trecento, dalle fiere di Besanzone nel Quattrocento, dalle fiere di Piacenza nel Cinquecento.
A partire dal Settecento e soprattutto nell'Ottocento, dopo l'affermazione del sistema aureo, le banche centrali cominciano ad "emettere" moneta cartacea, ovvero iniziano a stampare banconote in serie (titoli di credito nei confronti dei depositi in oro detenuti dalla banca) per un ammontare maggiore rispetto alla capacità di copertura aurea delle banconote stesse. Questa procedura (per certi versi rischiosa, dal punto di vista della solvibilità) è incoraggiata fondamentalmente da due fattori:
- da un lato la considerazione del fatto che in realtà il "circolante" maggiormente e stabilmente diffuso negli scambi è ormai rappresentato dalle banconote (le effettive conversioni in oro effettuate dai possessori di banconote sono diventate molto rare);
- dall'altro lato la possibilità di ottenere elevati profitti, attraverso gli interessi dei prestiti effettuati in banconote di nuova emissione.

### Il sistema aureo
Con l'avvento dell'era industriale diventa importante disporre di monete in quantità sufficiente a soddisfare le esigenze di economie in forte crescita. 
Contemporaneamente il diffondersi del benessere amplia il numero di chi può risparmiare.
Conseguentemente, intorno al 1870, nascono le cosiddette "banche commerciali", aperte al pubblico ed organizzate in società per azioni, che raccolgono il pubblico risparmio e prestano denaro, sotto forma di depositi bancari oltre che di banconote.
L'oro si trasforma gradualmente in riserva, uscendo dai commerci per entrare nei forzieri delle banche centrali. Viene usato per regolare i deficit delle bilance commerciali. 
Poco per volta si fa strada la regola secondo cui le autorità monetarie possono emettere moneta fino ad un valore massimo pari ad alcune volte il valore dell'oro detenuto. 
L'argento perde importanza come metallo monetario e diventa un bene rifugio per i privati.
Le autorità monetarie possono così regolare la quantità di moneta in funzione dei propri obiettivi di politica monetaria, mentre le riserve di metalli preziosi servono a regolare i saldi nella bilancia dei pagamenti.
Tale sistema, noto come sistema aureo (o tallone aureo o gold standard), viene adottato in un congresso internazionale nel 1867 da tutte le principali economie occidentali.
Tale sistema ha il vantaggio di rendere più flessibile la creazione di moneta e tuttavia ha il limite che, in presenza di un Paese con una bilancia dei pagamenti costantemente in deficit, devono essere presi provvedimenti per evitare che si esauriscano le riserve di tale Paese.
Il ricorso alla svalutazione è la risposta, che però si ripercuote anche sul valore delle altre monete, provocando situazioni di instabilità che si diffondono rapidamente dall'economia in difficoltà alle economie ad essa collegate.
Tuttavia, gradualmente alcune monete diventano riferimento per le altre. Le banche centrali di molte Nazioni, cioè, operano in modo da mantenere un cambio stabile con la valuta di riferimento.
In particolare si forma un'area della sterlina, che si estende su cinque continenti. Altre monete forti, quali il marco, il dollaro e lo yen, rimangono estranee all'area della sterlina e creano proprie aree monetarie, di più ridotte dimensioni. Infine, varie nazioni dell'Europa sudoccidentale si allacciano al franco francese e danno vita alla maggiore area indipendente dalla sterlina: l'Unione monetaria latina, composta da Francia, Italia, Spagna, Belgio, Svizzera, Grecia, cui si aggiunsero molti altri paesi.

### Bretton Woods
La sequenza di svalutazioni prodottesi per fronteggiare la crisi del 1929 mette in crisi il sistema aureo e le aree monetarie che esso aveva creato.
La soluzione che viene escogitata durante la Conferenza di Bretton Woods del 1944 durante la fase di creazione dell'Organizzazione delle Nazioni Unite, consiste nel prevedere finanziamenti da parte dei paesi in surplus (primo fra tutti, gli USA) a favore dei paesi in deficit.
Le riserve in oro delle singole banche centrali perdono il ruolo di primo piano giocato fino a quel momento e lasciano spazio al dollaro, come moneta alla base del sistema monetario internazionale. Pertanto le riserve delle banche centrali saranno da allora in poi costituite soprattutto da riserve valutarie (prevalentemente in dollari) nonché da titoli di stato esteri.
A sua volta, però, il dollaro rimane convertibile in oro e la Federal Reserve conserva buona parte delle riserve auree mondiali nel "forziere-fortezza" di Fort Knox, nel Kentucky.

### L'abbandono di ogni legame con l'oro
Anche il sistema di Bretton Woods non regge alla prova del mercato e di una economia che diventa sempre più complessa e nella quale operano interessi sempre più consistenti. La fine della convertibilità del dollaro in oro viene decretata dal presidente statunitense Nixon (il cosiddetto "Nixon shock" del 15 agosto 1971) quando appare chiaro che il sistema è troppo oneroso per gli USA.
Si passa così nel 1971 ad un sistema di cambi flessibili: i deficit non generano più flussi di oro o di altri beni a favore del paese in surplus, ma danno luogo a svalutazioni delle monete.
Teoricamente qualunque metallo può essere riserva o materiale di conio della moneta. Quando la moneta inizia a essere stampata su carta o su un supporto metallico che non ha un valore (se fuso e rivenduto) pari a quello nominale, quantità dello stesso materiale vengono accumulate a riserva. Il passaggio alle riserve si ha quando l'oro o il metallo di conio non è disponibile in quantità sufficienti per le monete che si vogliono emettere.
Dapprima si coniano monete con una quantità di metallo inferiore al valore nominale, progressivamente ridotta. I forzieri e le riserve non sono accessibili pubblicamente e non è possibile accertare il loro ammontare effettivo.
Le autorità monetarie possono quindi emettere moneta nella quantità desiderata e non più in base alla quantità di oro o di altri metalli preziosi presenti nei propri forzieri.
Con riferimento a questi strumenti di pagamento, privi di qualsiasi contropartita in beni, si usa l'espressione moneta legale (o moneta a corso legale), in contrapposizione al concetto di moneta merce.
Per misurare la quantità di moneta presente in un sistema economico, si utilizzano gli aggregati monetari: M0, M1, M2, M3.

## Valore della moneta
Per valore o potere d'acquisto della moneta si intende la quantità di beni e servizi che con essa si possono acquistare.

### Valore intrinseco della moneta
Il valore intrinseco di una moneta è il valore dello strumento (per esempio la moneta metallica o la banconota) usato come moneta. Esso dipende dal valore del bene che compone la moneta. Una moneta cartacea, come un biglietto da € 10, ha un valore intrinseco pari al costo per produrlo, vale a dire pari al costo degli inchiostri, della stampa, del trasporto dalla stamperia alla banca, dei diritti sul sistema anti-falsificazione, ecc. Allo stesso modo una moneta metallica, come la moneta da € 1, ha un valore intrinseco pari al costo per coniarla.
Il valore intrinseco dello strumento non supera mai il valore nominale, per evitare un signoraggio negativo, un costo di produzione della moneta maggiore del ricavo che si ha spendendola, e perché gli utilizzatori sarebbero incentivati a fonderle per recuperarne il metallo, ovvero a usarle per uno scopo diverso dallo scambio.
Il costo di una moneta elettronica dipende dalla necessità di addebitare ad un conto bancario e accreditare ad un altro una certa somma di denaro.
Se la moneta ha un valore intrinseco non troppo distante dal suo valore nominale, conserva maggiormente il proprio valore nel tempo. Una moneta coniata con metalli preziosi è più stabile e meno soggetta ad inflazione. Alla crescita di moneta corrisponde un'analoga crescita della ricchezza reale, almeno pari alla quantità di metallo prezioso messo in circolazione con la valuta stessa, per cui l'emissione di moneta con valore intrinseco sarebbe priva di effetti inflativi. La fiat money, non legata al possesso di riserve per il conio o la conversione delle monete, priverebbe i cittadini di una tutela contro l'abuso del potere di coniare moneta e contro i rischi di inflazione che ciò comporta, che la coniazione sia gestita direttamente dal potere politico oppure da istituti privati di diritto pubblico.
Tuttavia, l'inflazione è correlata non solo alla quantità di moneta emessa, ma al rapporto di questa con la ricchezza reale prodotta, che non è misurabile in termini di riserve in oro o metalli preziosi, ma di presenza di beni e servizi. La quantità di metallo prezioso estraibile non è correlata alla ricchezza prodotta, né un Paese è ricco perché possiede molte riserve, o necessariamente è obbligato a tenerne in proporzione alla sua crescita economica. L'assenza di un obbligo di riserva, per evitare abusi nell'emissione di moneta, è compensata da un sistema di governance che affida la coniazione ad autorità indipendenti, che hanno il compito di regolarla in modo da evitare l'inflazione.
Di solito si tratta di costi modesti. Il valore intrinseco delle monete moderne è quindi assai basso, con l'eccezione delle monete che assumono un interesse numismatico per le quali il valore intrinseco resta basso, ma la rarità, il desiderio di collezionarle e tutto quanto alimenta l'interesse dei numismatici contribuiscono a dare ad esse un valore.
Il passaggio graduale dall'uso delle monete in metallo prezioso a monete immateriali ha abbattuto il valore intrinseco della moneta e conseguentemente anche i costi per produrla. La riduzione dei costi è avvenuta contemporaneamente alla crescita dell'economia che ha reso necessario l'uso di quantitativi sempre più grandi di moneta.
Se non si fosse verificata la diminuzione dei costi per emettere moneta, al crescere della domanda di moneta sarebbe cresciuto il costo totale di emissione. Di conseguenza si sarebbe dovuta destinare una parte consistente della maggiore ricchezza alla creazione dello strumento monetario. La riserva, sia essa un metallo o un altro bene, in quanto è solo una parte della ricchezza prodotta, che però deve fornire una base monetaria per consentire gli scambi commerciali dell'intera ricchezza esistente, è una risorsa scarsa o destinata a diventare tale nel tempo perché è presente in quantità finite in natura, e che deve coprire una domanda molto più grande. La crescita dell'economia sarebbe stata limitata dalla quantità estratta e dalla reperibilità di nuove riserve.

### Valore nominale della moneta
Altra cosa è il valore nominale delle monete. Il valore di ciascuna moneta è quello segnato sulla moneta stessa. È indispensabile nelle economie moderne disporre di mezzi di pagamento nella quantità necessaria a regolare flussi di scambi sempre maggiori. Questo implica per le autorità monetarie la libertà di emettere moneta nella quantità che esse ritengono adeguata ad un buon funzionamento del sistema dei pagamenti.
La moneta non viene emessa a fronte di riserve di oro detenute dalla banca centrale, come avveniva in passato, né quindi può essere ceduta alla banca emittente in cambio di oro o di un altro bene.
La circolazione della moneta e quindi il riconoscimento del suo valore nominale dipendono solo dalla fiducia che chi riceve in pagamento una certa quantità di denaro ha di poter cedere a sua volta tale denaro ad altri soggetti in cambio di altri beni e servizi. Questo "meccanismo fiduciario" garantisce che il valore nominale sia anche il valore reale della moneta.
A rafforzare tale meccanismo basato sulla fiducia reciproca intervengono naturalmente tutti i sistemi anticontraffazione, che offrono ai cittadini una elevata probabilità che al denaro posseduto (e ricevuto da altri) sia riconosciuto il valore nominale riportato su banconote e monete e non il valore intrinseco di biglietti e monete prive di valore legale.
Ma soprattutto il meccanismo fiduciario viene integrato dall'obbligo legale di accettare in pagamento la moneta legale del proprio paese e dalla regola, contenuta nel codice civile, che afferma che una volta effettuato il pagamento l'obbligazione si estingue, liberando per sempre il debitore.
L'uso affidabile e duraturo della moneta come mezzo di compravendita è garantito dunque dal valore stabile della moneta che a sua volta è garantito da una convenzione intrinseca o accordo fiduciario collettivo, regolato e riconosciuto dalla legge, che tutti hanno accettato perché a tutti conviene avere una moneta di scambio, perché essa è non riproducibile (cioè falsificabile) e perché il valore stesso non è dato a piacimento dal singolo cittadino, ma è dato dal valore stampato sulla moneta: se così non fosse il gioco di scambio tra bene e moneta non funzionerebbe perché, in un continuo gioco al rialzo tra valore nominale della moneta e beni e servizi, si alimenterebbe in brevissimo tempo una svalutazione della moneta ed una conseguente spirale inflazionistica.
In altri termini possiamo dire che una banconota da 20 € vale 20 € perché chiunque, accettandola in pagamento, è sicuro che altre persone, alle quali a sua volta verrà ceduta la banconota, riconosceranno (per volontà propria e perché obbligati dalla legge) che tale banconota vale 20 €.
Potrebbero riconoscere ad essa un valore diverso solo se la banconota fosse falsa (e in questo caso il valore sarebbe vicino allo zero) o se la banconota avesse valore in quanto interessante per i numismatici.
In sintesi, le monete cartacee usate (totalmente svincolate dalle quantità di metalli preziosi) hanno valore in quanto mezzo di pagamento stabile riconosciuto nell'economia di un certo paese:
- la stabilità è garantita dal controllo sull'emissione da parte delle banche centrali (la crescita dell'offerta di moneta deve essere infatti in linea con la crescita dell'economia, altrimenti eventuali eccessi si riproducono nel lungo periodo come inflazione);
- il riconoscimento come mezzo di pagamento è garantito dalla legge;
- infine il potere d'acquisto stabile e giuridicamente riconosciuto della moneta è rilevante solo in quanto può essere rivolto a beni e a prodotti finanziari desiderati, che sono prodotti e offerti dal paese in cui circola quella moneta.

In pratica, nessuno di noi accetterebbe un "pezzo di carta" in cambio di un bene, se quel pezzo di carta non ci consentisse di acquistare altri beni, se esso perdesse il suo valore nell'intervallo di tempo in cui lo deteniamo prima di scambiarlo con un altro bene, se esso attribuisse un potere d'acquisto puramente formale in un'economia di fatto improduttiva e inesistente.

### Svalutazione della moneta
La svalutazione è la perdita di valore di una moneta nei confronti di beni e servizi, comprese altre monete.
In passato, quando le monete erano composte da metalli preziosi, il valore nominale poteva essere più o meno vicino a quello del metallo prezioso contenuto. La svalutazione della moneta dipendeva da iniziative di manipolazione del sovrano e dell'autorità politica. Avveniva attraverso due meccanismi:
- L'alleggerimento del peso delle monete e la corruzione della loro lega
- Il cosiddetto “alzamento” (come lo chiamava Galiani), che consisteva nell'alzare il valore nominale della moneta metallica, rendendo necessario un minor numero di monete per comporre l'unità di conto. Ad esempio, Solone portò da 73 a 100 il numero di dracme contenuto in una mina, sicché chi aveva argento necessario per 73 dracme poteva portarlo alla coniazione e ottenerne 100 nuove. L'effetto era di allentare la pressione sui debitori, facilitando il saldo dei loro debiti (danneggiando di conseguenza i creditori). Le svalutazioni infatti spesso avvenivano in coincidenza di crisi sociali e malcontento popolare.

Ai nostri giorni non si usano più monete composte da metalli preziosi e le ragioni della perdita di valore di una moneta sono da attribuirsi all'operare della domanda e dell'offerta delle monete che servono a regolare le transazioni economiche (essa può anche essere indotta dall'uso della politica monetaria come strumento di politica economica da parte della banca centrale: una svalutazione competitiva per favorire la domanda di beni nazionali).
La svalutazione rende più costose le merci e le materie prime importate e di conseguenza può avere effetti sull'inflazione del paese che svaluta (cosiddetta inflazione importata). Inoltre, rende più convenienti, sui mercati esteri, i prodotti del paese che svaluta, da cui l'attributo competitiva all'inflazione.

### La fiducia come fondamento del valore di una moneta
Normalmente gli strumenti impiegati come moneta non sono beni di consumo per chi li riceve. Questo vale per la carta-moneta (un biglietto da 50 euro ha un valore come banconota, mentre come pezzo di carta non ha praticamente nessun utilizzo), ma anche per l'oro, il cui impiego come bene intermedio o di consumo è assai limitato.
La ragione per la quale queste monete vengono accettate in pagamento risiede nella fiducia di chi le riceve che altri faranno altrettanto, accettando in pagamento monete, banconote, depositi bancari o titoli di stato.
Senza tale fiducia difficilmente una moneta sarebbe accettata in pagamento e neppure il corso legale di una moneta, ovvero l'obbligo di accettarla in pagamento, potrebbe molto contro il rischio di trovarsi in mano carta straccia o un deposito bancario inutilizzabile.
Si spiega quindi l'impiego nell'antichità dell'oro come mezzo di pagamento. L'oro era accettato ovunque perché tutti ritenevano che altri avrebbero accettato di essere pagati in oro. 
La stessa caratteristica è oggi posseduta dal dollaro e da altre monete e da alcuni beni.

## Passaggi storici dell'emissione di moneta

### L'emissione in un sistema con sole monete metalliche
Fino all'Ottocento circolavano quasi esclusivamente monete metalliche coniate impiegando metalli preziosi. Si creava moneta portando il metallo grezzo presso la zecca, solitamente di proprietà o autorizzata dallo Stato, dove venivano coniate le monete. Il metallo prezioso proveniva dalle miniere e dall'estero, in seguito a saldi commerciali positivi, regolati usando metalli preziosi.
La quantità di moneta circolante nell'economia poteva quindi aumentare o diminuire, nel caso di deficit commerciali regolati cedendo metalli preziosi, non compensati dalle nuove estrazioni minerarie. 
Le variazioni della quantità di monete aveva effetti sui prezzi. I prezzi aumentavano o diminuivano (deflazione) con la quantità di moneta e con effetti che si ripercuotevano su salari e occupazione.

### L'emissione di moneta da parte delle banche
L'evoluzione dell'economia porta nel tardo Medioevo alla creazione, accanto alle monete metalliche, della moneta bancaria (da non confondere con la moneta bancaria intesa come il complesso degli strumenti di pagamento forniti oggi dalle banche, in aggiunta alla moneta legale in circolazione). Il deposito dell'oro in sovrappiù presso gli orafi, alcuni dei quali si trasformano in banchieri e prestano il metallo prezioso ricevuto e non trattenuto come riserva, favorisce la nascita di un sistema creditizio, nel quale le passività dei banchieri diventano moneta. Ogni banca finisce per emettere una propria moneta, che è accettata in pagamento, solo se la banca è ritenuta solvibile.

### La creazione di moneta da parte della banca centrale
La molteplicità delle monete e degli emittenti, fonte di instabilità e di periodiche crisi finanziarie, viene affrontata a partire dal Seicento decidendo di concentrare il potere di emettere moneta nelle mani di un unico soggetto, la banca centrale.
In tal modo si limita il potere di erogare credito da parte delle banche, che non possono superare il limite imposto loro dall'obbligo di detenere parte della raccolta sotto forma di riserve (oggi non più in oro, ma in attività estremamente liquide), e si attribuisce alla banca centrale il potere di rifinanziare le banche, quando occorra. Tale potere serve sia a far crescere l'offerta di moneta, attraverso l'aumento della base monetaria da parte della banca centrale, sia a garantire la solvibilità delle banche.

### La moneta nel bilancio della Banca Centrale
(Alfredo Gigliobianco: Via Nazionale, Donzelli, 2006, pag. 377)
Le banche centrali emettono moneta acquistando titoli di debito di Stati, banche o imprese. Le banche centrali, a seconda delle leggi che le regolano in ciascuno Stato, possono acquistare titoli sia in asta (il cosiddetto mercato primario) che sul mercato secondario da chi precedentemente li ha acquistati in asta; al giorno d'oggi tuttavia, le banche centrali dei principali Paesi non acquistano i titoli direttamente dallo Stato tramite aste, ma solo sul mercato secondario, in modo da poter perseguire la loro politica monetaria senza sottostare ai dettami della politica.
Viste in quest'ottica, le operazioni di allentamento quantitativo (quantitative easing) messe in campo negli ultimi anni dalla Banca Centrale Europea e dalla Federal Reserve americana, non sono altro che massicce emissioni di moneta, a fronte di grandi acquisti di titoli pubblici e privati sul mercato secondario, e sono finalizzate a calmierare i tassi di interesse e ad immettere liquidità nel sistema durante le situazioni di crisi.
La Banca d'Italia fino al 1981 era tenuta ad acquistare titoli di Stato direttamente in asta: lo Stato poteva quindi stabilire quanto indebitarsi e a quale tasso d'interesse, avendo sempre un compratore obbligato nella Banca d'Italia, e questo - come dimostrato da Alesina e Summers nel 1993 - tendeva a causare una forte inflazione, oltre ad un aumento all'infinito del debito pubblico, in quanto la Banca non ne avrebbe mai potuto richiedere la restituzione. Dal 1981, la Banca d'Italia è stata dispensata dall'obbligo di acquisto in asta; questo ha tra l'altro comportato la perdita di controllo sul tasso a cui viene emesso il debito, che è oggi un tasso di mercato e non più un tasso fissato dalla politica.
Gli interessi che una banca centrale percepisce sui titoli che acquista - dallo Stato o da privati - sono di norma girati quasi integralmente allo Stato, che della banca centrale ha la proprietà o comunque il controllo; nel caso della Banca Centrale Europea, gli interessi vengono girati alle banche centrali nazionali, che a loro volta li girano agli Stati ciascuna secondo le proprie regole.
Nella contabilità della banca centrale la scrittura contabile relativa all'acquisto dei titoli è "titoli @ moneta 100".
La banca centrale acquista i titoli da una banca ordinaria che li possiede direttamente o per conto dei propri clienti.
L'acquisto di titoli viene registrato in dare di una voce che appartiene allo stato patrimoniale della banca centrale, mentre in avere di una voce allo stato patrimoniale si registra il debito nei confronti del venditore, la banca ordinaria.
A sua volta la banca ordinaria registrerà la scrittura contabile "moneta @ titoli 100".
La banca ordinaria ha infatti un credito in moneta nei confronti della banca centrale per aver venduto i titoli, la cui cessione comporta una registrazione in avere del conto titoli.
La banca centrale può regolare il debito nei confronti della banca ordinaria versando ad essa del denaro oppure riconoscendole un credito di conto corrente: un credito per la banca ordinaria cui corrisponde un debito per la banca centrale.
La moneta, in senso lato (da non confondersi con le sole banconote o con le monete metalliche, che sono solo una piccola parte della moneta) è dunque nella contabilità della banca centrale un debito verso la banca ordinaria dalla quale sono stati acquistati i titoli.
Poiché solo una parte modesta dell'enorme massa di transazioni delle economie moderne avviene con l'uso di banconote, le banche ordinarie che cedono i titoli propri o della clientela alla banca centrale usufruiscono per lo più degli accrediti in conto corrente presso la Banca Centrale.
Alla scadenza dei titoli, la Banca Centrale li restituisce all'emittente dietro restituzione del capitale investito; può anche venderli ad un terzo prima della scadenza, se lo ritiene conveniente.
La moneta emessa in precedenza ritorna alla Banca Centrale, che tuttavia, se non ha l'obiettivo di ridurre la quantità di moneta in circolazione nell'economia, emette nuova moneta acquistando altri titoli.
Il processo di emissione di moneta acquistando nuovi titoli in sostituzione di quelli rimborsati è senza fine e man mano che l'economia cresce, cresce anche la massa di titoli acquistati e quindi di moneta emessa.
La moneta è uno strumento, essenziale per il funzionamento dell'economia e spetta alla banca centrale regolarne la quantità in circolazione, attraverso l'emissione di moneta a fronte della quale vengono acquistati titoli.